# Theuma
Theuma è un comune di 1.120 abitanti della Sassonia, in Germania.
Appartiene al circondario (Landkreis) del Vogtland (targa V) ed è parte della comunità amministrativa (Verwaltungsverband) di Jägerswald.
In questo comune ci sono le sorgenti del Friesenbach.